# John Carroll (acteur)
Pour les articles homonymes, voir John Carroll et Carroll.
John Carroll  (de son vrai nom, Julian Lafaye) est un acteur américain, né le 17 juillet 1906 à La Nouvelle-Orléans, Louisiane, et mort le 24 avril 1979 à Hollywood, Californie.

## Biographie

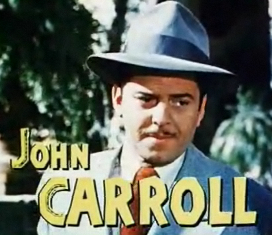
Dans Sénorita Toréador (1947)

## Filmographie partielle

### Au cinéma
- 1929 : Marianne de Robert Z. Leonard
- 1930 : Le Chant du bandit (The Rogue Song) de Lionel Barrymore
- 1930 : Monte-Carlo (Monte Carlo) d'Ernst Lubitsch
- 1930 : Buster s'en va-t-en guerre (Doughboys) d'Edward Sedgwick
- 1936 : Le Mystère de l'allée Cavalière (en) (Murder on a Bridle Path) de William Hamilton et Edward Killy
- 1937 : Zorro Rides Again, serial de William Witney et John English
- 1938 : Rose of the Rio Grande de William Nigh
- 1939 : Seuls les anges ont des ailes (Only Angels Have Wings) de Howard Hawks
- 1940 : La Blonde de la jungle (en) (Congo Maisie) de H. C. Potter
- 1940 : Suzanne et ses idées (Susan and God) de George Cukor
- 1940 : Phantom Raiders de Jacques Tourneur
- 1940 : J'ai loué ma femme (en) (Hired Wife) de William A. Seiter
- 1940 : Chercheurs d'or (Go West) d'Edward Buzzell
- 1941 : Mardi gras (Sunny) de Herbert Wilcox
- 1941 : Révolte au large (This Woman is Mine) de Frank Lloyd
- 1941 : Divorce en musique (Lady Be Good) de Norman Z. McLeod
- 1942 : Rio Rita de S. Sylvan Simon
- 1942 : Les Tigres volants (Flying Tigers) de David Miller
- 1943 : Hit Parade of 1943 d'Albert S. Rogell
- 1947 : L'Homme que j'ai choisi (The Flame) de John H. Auer
- 1947 : Sénorita Toréador (Fiesta) de Richard Thorpe
- 1948 : Ange en exil (Angel in Exile) d'Allan Dwan
- 1950 : Cœurs enflammés (Surrender) d'Allan Dwan
- 1950 : Le Mousquetaire de la vengeance (The Avengers) de John H. Auer
- 1951 : La Belle du Montana (Belle Le Grand) d'Allan Dwan
- 1953 : La Jolie Batelière (The Farmer Takes a Wife) de Henry Levin
- 1957 : Le vengeur agit au crépuscule (Decision at Sundown) de Budd Boetticher
- 1959 : Les Pillards de la prairie (Plunderers of Painted Flats) d'Albert C. Gannaway
- 2018[1] : De l'autre côté du vent (The Other Side of The Wind) d'Orson Welles

### À la télévision
- 1967 : Le Monde merveilleux de Disney (The Wonderful World of Disney) (série)